# Echinorhynchus nitzschi
Echinorhynchus nitzschi är en hakmaskart som beskrevs av Christoph Gottfried Andreas Giebel 1866. Echinorhynchus nitzschi ingår i släktet Echinorhynchus och familjen Echinorhynchidae. Inga underarter finns listade i Catalogue of Life.